# Ameromyia muralli
Ameromyia muralli är en insektsart som beskrevs av Navás 1932. Ameromyia muralli ingår i släktet Ameromyia och familjen myrlejonsländor. Inga underarter finns listade i Catalogue of Life.